# ミッドガル
ミッドガル（Midgar）は、スクウェア（現スクウェア・エニックス）のコンピュータゲーム『ファイナルファンタジーVII』やその続編・外伝的作品に登場する架空の都市である。スクウェア・エニックスの直良有祐がピザから着想を得て都市の外観を構想した。名称は北欧神話に登場する地名ミズガルズ（古ノルド語：Miðgarðr）の英語表記であるミッドガルド（Midgard）に由来する。

## 概要
政府をも動かす大企業「神羅カンパニー」の本拠地であり、『FFVII』での世界第一の商業都市である。同社の行う都市開発により発展してきた。以来、企業城下町となる。貧富の格差が激しく、プレート都市に住めるのは主に神羅などに勤務している限られた者のみであり、プレート都市の下部には多くのスラム街が形成されている。神羅カンパニーの擁する発電施設「魔晄炉（まこうろ）」の実験都市でもあることから｢魔晄都市｣の別名を持つ。
神羅カンパニーは効率的なエネルギー「魔晄」を地中より汲み上げ、魔晄炉で電力に変換することによって人々に豊かな生活を提供しているが、魔晄の正体は惑星を巡る精神エネルギーにして星の血液とも言える「ライフストリーム」であり、魔晄を汲み出すことは星の命を削ることに外ならない。それ故にミッドガルの周囲の大地は痩せ細り、大気も汚染され日光が遮られるなど環境破壊が進んでいる。
スラム街住民の台詞では、ミッドガルとは後述する「プレート都市」のみを指すかのような発言があるが、スラム街も含めて都市全体をミッドガルと呼称する場合もあるので、当記事ではスラム街もミッドガルに含めるものとして解説する。周辺はミッドガルエリアに属する。

## 構造
中央にそびえ立つ神羅カンパニーの本社ビル（神羅ビル）と、柱に支えられた8枚のプレートからなる。8枚のプレートにより大きな円盤を構成していて、俯瞰するとピザの様に見える。また、街の周囲には発電施設である「魔晄炉」が8基設置されている。
プレート上は市街地であり、「プレート都市」と呼ばれる高級住宅街になっている。プレート下はスラム街となっており、プレート上層とプレート下層は列車を使って往来ができる。プレートの高さは地上80メートルで、プレート下には日中でも陽が届きにくく全体的に薄暗い。リメイクではプレートの高さが300メートルに変更されており、プレートの間やプレート外側から日光が入りやすくなっている。また、リメイクでは「スラムの太陽」と呼ばれる巨大な照明がプレートの裏側に設置されており、プレート下は夜間でも不自然なほどの明るさが保たれている。
それぞれのプレートに壱から八番街までの区画が存在するが、六番街はまだ建設中。また、これらの周囲にも更に都市が広げられようとしていた。
地下にはディープグラウンドがあり、『人がどこまで強い兵士になれるか』を研究している。なお、これは神羅上層部の一部の人間が知るのみであり、その他には存在すら知らされていない。

## 地域

### 区分
区画には正式な名称が存在するが、市民の記憶から失われているため番号で呼ばれている。数字は大字、漢数字で表されることがある。この節では漢数字に統一した。
- 零番街
- 壱番街、弐番街、参番街
- 四番街、伍番街、六番街
- 七番街、八番街
- ディープグラウンド

### 中心部
零番街
ミッドガルの中心部分。中央の神羅ビルは70階建てであるが、60階以上は重要フロアとされておりセキュリティ関係のシステムも充実している。
49階はソルジャーフロアと呼ばれ、マテリアルーム、トレーニングルーム、ブリーフィングルームの三つの部屋がある。マテリアルームでは魔晄石を加工することができる。トレーニングルームではバーチャルシステムを使った訓練ができ、『クライシス コア ファイナルファンタジーVII』ではセフィロス達の遊び場となっていた。ブリーフィングルームではその名のとおり、ソルジャーの会議や打ち合わせに使われている。支給品ポッドやミッションボードの登録、ミッションの引き受けができる。
- 70階 - 最上階で社長室、ヘリポート
- 69階 - エグゼクティブフロア、社長室受付、秘書待機室
- 68階 - 科学部門の研究室
- 67階 - 科学部門の研究室
- 66階 - 重役クラスの会議室と魔晄炉制御室
- 65階 - ミッドガル模型室
- 64階 - 社員用のスポーツジム
- 63階 - 倉庫
- 62階 - 市長室 (存在はするが市長に権限は全くなく、単なる資料庫としか言えない)
- 61階 - リフレッシュルーム
- 60階 - 警備室
- 49階 - ソルジャーフロア
- 2階 - ショップ
- 1階 - エントランスホール
- 地下 - ディープグラウンドの入り口

#### リメイク版
リメイクでは構造が大きく変わっており、原作には無かったフロアが新設されている。宝条の研究フロアは「鑼牟（どらむ）」と呼ばれ、幹部やごく一部の研究員しかその存在を知らない最高機密とされている。地下（1階の真下ではなく文字通り地上以下の階層）には兵器開発部門の研究開発ブロックがあり、地下20階まで確認されている。ディープグラウンドは存在することが明示されているが位置は不明。
- 70階 - 最上階。プレジデントフロア
- 69階 - エグゼクティブフロア
- 68階 - 宝条研究室最奥部
- 66階 - 宝条研究室メインフロア
- 65階 - 宝条研究室サブフロア
- 64階 - ミーティングフロア
- 63階 - リフレッシュフロアと都市開発部門管理室
- 62階 - ライブラリフロア
- 61階 - ビジュアルフロア
- 60階 - メモリアルフロア
- 59階 - スカイフロア。ここから63階までが見学コースとなっている。
- 50階 - 治安維持部門オフィス
- 45階 - 兵器開発部門オフィス
- 40階 - 宇宙開発部門オフィス
- 30階 - 都市開発部門オフィス
- 20階 - 科学部門オフィス
- 10階 - 総務部オフィス
- 1～3階 - エントランスフロア
- 地下3階 - 総務部調査課
- 地下13階 - マテリア生成室

### プレート上層
上層部のプレートとその上に存在する都市については基本的に作中では話に挙がらないが、後述する地上のスラム街に比べると生活の質は大きく異なる。
壱番街
壱番街駅ホームにクラウド達が降りるシーンから、『FFVII』のストーリーが始まる。
伍番街
リーブの母、ルヴィが住む街。リーブはあまり帰ってこない。
六番街
他の市街地とは違い唯一建設中である。
七番街
デンゼルが住んでいた街。神羅カンパニーにより下層に落下する。この事件は多くの死傷者がでており、デンゼルも両親を失っている。神羅カンパニー重役会議でも七番プレート再建に関する議題が出てくるが、プレジデント神羅の命令でそのまま放置されることになる。
八番街
舞台『LOVELESS』が上演されており、通称「ラブレス通り」と呼ばれる地区がある。また、エアリスが広場で花を売っている。八番街の警備をすることは、新任タークスの初仕事として恒例になっている。
『FFVII』の物語終盤では、ミッドガルをウェポンの襲撃から防衛するためにジュノンより移設された魔晄キャノン「シスター・レイ」が設置されることとなる。

### プレート下層
スラム街の土地は非常にやせており、ごく一部の例外を除いて草があまり生えていない。また、スラム街も8つに分けられており、各地区に一本ずつ立っている上層のプレートを支える柱はスラム街に住む貧しい人たちに対する圧力的要素にもなっている。スラム街の人々が反逆するなら、柱を壊してプレートを落とすことで殲滅することができる。
伍番街スラム
ミッドガルでは珍しく花が育つ教会がある。『FFVII AC』では、この教会にクラウドが住んでいる。また、エアリスの住居がある。エアリスの家周辺は教会と同様に花が育つ。
六番街スラム
ドン・コルネオが仕切るスラム最大の市場、ウォールマーケットがある。また、みどり公園という児童公園がある。作中では六番プレートが建設中であるためか、マップ地名は「6番街」となっている。
七番街スラム
表向きは酒場であり、裏では反神羅組織「アバランチ」のアジトであるセブンスヘブンがある（『リメイク』では看板に「SEVENTH HEAVEN」と書かれており、さらにその上に「Have a great day（素晴らしい日を）と書かれた看板がある」）。店は看板娘のティファが切り盛りしており、彼女自身もアバランチの構成員である。列車の操車場があるが使われていない。操車場は廃車が無造作に放置されているため、列車墓場と呼ばれている。このスラムは、七番街プレートと共にアバランチ殲滅の為に崩壊する。セブンスヘブンもその際に失われており、『FFVII AC』ではエッジの街で再開している。

### ディープグラウンド
プレジデント神羅により作られた、零番魔晄炉を中心としたジオフロント。メテオ災害の際もほぼ無傷で残る。神羅カンパニー内でもその存在は極秘とされ、ディープグラウンド外部の人間の中で詳細を知るのはプレジデント以外ではハイデッカー、スカーレット、宝条くらいである。
本来はソルジャーのための医療施設であったが、ジェノバ・プロジェクトGの実験で1stソルジャー・ジェネシスが誕生した事により方向性が捻じ曲げられ、人はどこまで強くなれるかを試す超法規的実験機関へと変貌した。

## 行政
市長の権限はないに等しく、実質的には神羅カンパニーが市政を行っている。
- 市長室（神羅ビル内）
  - 市長：ドミノ
  - 助役：ハット
- 神羅カンパニー
  - 社長：プレジデント神羅
  - 副社長：ルーファウス神羅（のちに社長を務める）

### 議会
議会の有無は特に明かされていないが、神羅カンパニーの社長を含めた各部門総括による神羅役員会がミッドガルの意思決定を左右する。
- 神羅カンパニー
  - 神羅役員会
  - 都市開発部門統括：リーブ・トゥエスティ（建設、運営のすべてに関わる）

## 交通

### 鉄道
スラム街とプレート都市を繋いだ鉄道がある。プレート支柱の周りを螺旋（らせん）状に沿い、トンネル（螺旋トンネル）内をレールが走っている。列車路線の中間点では、乗客のIDを検知するシステムがある。これは列車全体を検知するシステムであり、神羅カンパニーのホストコンピューターと連動している。ID検知エリアは暗がりになるため、痴漢による被害が多発しているという。なお、メテオ襲来の騒動でミッドガルが崩壊した際は、市民はこの線路を歩いてミッドガルを脱出している。
- 名前が登場する駅
  - ミッドガル8番街ステーション
  - 番街ステーション
  - 1番街ステーション
  - スラム7番街列車墓場駅

### 道路
- 高速道路
  - ミッドガル・ハイウェイ

## 産業
神羅カンパニーが支配的・独占的に業務を行っている。上下水道事業は公的機関ではなく神羅カンパニーが行う。

### 鉱工業
発電では、神羅カンパニーの魔晄炉が世界最大数の8基、地下に1基存在している。

### サービス業
スラム街のウォールマーケットには風俗店である蜜蜂の館の2号店がある。1号店の所在地は明らかになっていない。

### 本社を置く主な企業
- 神羅電気動力（神羅カンパニー）

## 教育
教育機関は特に明らかにされていない。
- 神羅軍事学校

## 歴史
『ファイナルファンタジーVII』
神羅カンパニーのお膝元として繁栄の極みにあるミッドガルであったが、アバランチによって魔晄炉を爆破される。その後、神羅カンパニーはアバランチへの報復として、彼らの本拠地がある七番街スラムに対し、その上部にある七番街プレートを落下し七番街と共に殲滅する。神羅カンパニーは自社が掌握しているメディアを通じて「アバランチの仕業である」というデマを流す。
その後、ウエポンの襲来によって神羅ビルを中心に攻撃を受ける。さらにセフィロスによって導かれたメテオにより壊滅的な被害を受ける。なお、このセフィロスとの戦いをジェノバ戦役という。
『ファイナルファンタジーVII アドベントチルドレン』
前作により滅びたミッドガル周辺にはエッジという街ができる。神羅カンパニーにより慰霊塔が建設されるが、カダージュの呼び出したバハムート震により破壊される。
『ダージュ オブ ケルベロス ファイナルファンタジーVII』
残留魔晄の影響で人の住める場所ではなくなり無法者のたまり場となっていたが、デイープグラウンドへの封印が解かれたことでディープグラウンドソルジャーにより占拠される。ディープグラウンドソルジャーとWROの大規模な戦闘の末、ミッドガル上空にオメガが覚醒する。WROの手により魔晄炉は破壊され、オメガは雪のようなライフストリームとなってミットガルに舞い散る。
ジェノバ戦役から500年後
500年の歳月を経て、魔晄炉といった人工物は廃墟と化し、草木の生えない荒地であった大地は緑の生い茂る大森林となる。

## ミッドガル出身の人物
括弧内は主な登場作品（キャラクター名を示す性別表記は除く）
- イリーナ（FFVIIシリーズ全般）：スラム街
- WRO副長（『DC FFVII』）：七番街スラム
- 短銃（女）（『BC FFVII』）：スラム街
- 短銃（男）（『BC FFVII』）：ウォールマーケット
- デンゼル（『FFVII AC』）：七番街
- リックス（『On the Way to a Smile』）：スラム街
- ロッド（男）（『BC FFVII』）

## その他
- 大乱闘スマッシュブラザーズシリーズ（『for Nintendo 3DS / Wii U』以降）で対戦ステージの一つとして登場。時折現れる召喚マテリアに触れて取得すると召喚獣が登場し、一定時間ステージに様々な影響を及ぼす。
- アーケードゲーム『ディシディア ファイナルファンタジー』では、戦闘ステージとして稼働開始時から登場。クラウドが神羅ビルを見上げているイメージイラストがモデルとなっている。終盤演出は空が赤く染まり、ミッドガルの上空にメテオが現れる（『FFVII』のEDの再現）。
- 『PowerWash Simulator』の無料DLC「ミッドガル特別依頼」では、ミッドガルを舞台に様々なものの汚れを高圧洗浄機で落としていく。